# الألمان في فنلندا
الألمان في فنلندا هم مهاجرون من ألمانيا يقيمون في فنلندا.

## التاريخ
في العصور الوسطى كان الضباط الأبرز وغيرهم من النبلاء سويديين أو ألمان. في توركو وكانت 75٪ منهم من طبقة البرجوازية الألمانية. الألمان كانوا أيضا تجار. بحلول عام 1924 كان هناك 1645 ألمانيا في فنلندا.
كانت العائلات الألمانية ضرورية لتنمية فنلندا وهلسنكي في القرن التاسع عشر. كانت الألمانية ثالث أكثر اللغات تحدثًا في هلسنكي في ذلك الوقت، وتم إنشاء المدارس الألمانية التي لا تزال تعمل اليوم في هلسنكي.